# گورزرافه
گورزرافه، زرافه گردن‌کوتاه، زرافه جنگلی یا اُکاپی (نام علمی: Okapia johnstoni) پستاندار سم‌شکافته‌ای از خانوادهٔ نوعی زرافگان است. هرچند پاهای راه‌راه این جانور یادآور گورخر است اما زرافه نزدیک‌ترین خویشاوند اکاپی است؛ اگرچه اکاپی در مقایسه با این جانور، گردن بسیار کوتاه‌تری دارد. این پستاندار بومی جنگل‌های بارانی شمال جمهوری دموکراتیک کنگو است و با توجه به نابودی زیستگاه بر اثر جنگل‌زدایی و گسترش سکونتگاه‌های انسانی و همین‌طور شکار بی‌رویه در خطر انقراض قرار گرفته و تنها ۱۰ تا ۲۰ هزار از این جانور در حیات وحش وجود دارد.
گورزرافه جانوری عمدتاً روزگرد است که در جنگل‌های انبوه سایبان‌دار زندگی می‌کند. جانوری منزوی است و زندگی انفرادی دارد و فقط در فصل جفتگیری روابط اجتماعی برقرار می‌کند. زرافه‌های گردن‌کوتاه گیاهخوارند و از برگ و شکوفهٔ درختان، علوفه، میوه‌ها، سرخس‌ها و قارچ‌ها تغذیه می‌کنند و با زبان کبود و خمیده‌شان برگ‌ها را جمع می‌کنند.

## ویژگی‌ها
دورهٔ بارداری آنها بسیار طولانی است و حدود ۱۵ ماه طول می‌کشد و معمولاً تک‌قلو می‌زایند. طول بدن این جانور تا ۲٫۵ متر و ارتفاع آن در شانه تا ۱٫۵ متر می‌رسد و بین ۲۰۰ تا ۳۵۰ کیلو وزن دارند. پشت گور زرافه قرمز تیره است، پشت ساق پاهایشان راه‌راه افقی برجسته دارد که از دور مانند گورخر دیده می‌شود. این نوع راه‌راه هم به زرافه‌های گردن‌کوتاه کوچک کمک می‌کند تا در بارانهای شدید جنگلی مادرشان را دنبال کنند و هم نوعی استتار به‌شمار می‌رود.
بدن گور زرافه به زرافه شبیه و البته گردنش کوتاهتر است. این جانور گونه و پیشانی برجسته‌ای دارد که آن را از زرافه متمایز می‌کند. اما وجه شباهت زرافه‌های گردن‌کوتاه و زرافه‌ها شیوهٔ راه‌رفتن آنهاست؛ بدین گونه که هر دو به هنگام راه‌رفتن پای جلو و عقبِ یک سمت را همزمان حرکت می‌دهند. هر دو دارای زبانی بسیار دراز در حدود ۳۰ سانتیمتر هستند که آبی‌رنگ و بسیار انعطاف‌پذیر است و با آن به آسانی می‌توانند برگ و غنچه را از درختان جدا کنند. زبان این جانور به حدی دراز است که می‌تواند پلک و درون و بیرون گوشش را با آن تمیز کند و در واقع تنها جانوری است که قادر است گوش خود را بلیسد. نوع نر گور زرافه شاخ‌های کوچکی دارد که با پوست پوشیده شده است.
گوشهای بزرگی دارند که آنها را در تشخیص شکارچیشان یعنی پلنگ یاری می‌دهد. گور زرافه جانوری منزوی است و تنها برای تولیدمثل در کنار همنوع خود قرار می‌گیرد. نرها کمی از ماده‌ها بزرگترند. آنها ترجیح می‌دهند به تنهایی در محوطه‌های بزرگ زندگی کنند که این گونه زیستن به جمعیت‌شان آسیب زده است؛ چراکه امروزه قلمروی آنان تکه‌تکه شده و آنها که به زندگی اجتماعی عادت ندارند مجبور شده‌اند گاهی در کنار هم قرار بگیرند.
آنها برای مشخص‌کردن قلمروی خویش ابزارهای گوناگونی دارند؛ همچون ادرارشان یا مادهٔ بودار قیرمانندی که از ردپایشان بجا می‌ماند. نرها از قلمروی خود محافظت می‌کنند اما گاهی به ماده‌ها اجازه می‌دهند برای یافتن علوفه از قلمرویشان بگذرند.
گور زرافه گیاهخوار است اما بسیاری از گونه‌های گیاهانی که می‌خورد برای انسان سمی به‌شمار می‌رود. آنها همچنین زغال چوب درختان را که از سوختن چوب درخت توسط آذرخش به وجود آمده می‌خورند و برای تأمین منابع معدنی خویش، گونه‌ای خاک رس گوگرددار، نمکین و سرخ را که در نزدیکی رودخانه یافت می‌شود، می‌خورند.

## نگارخانه

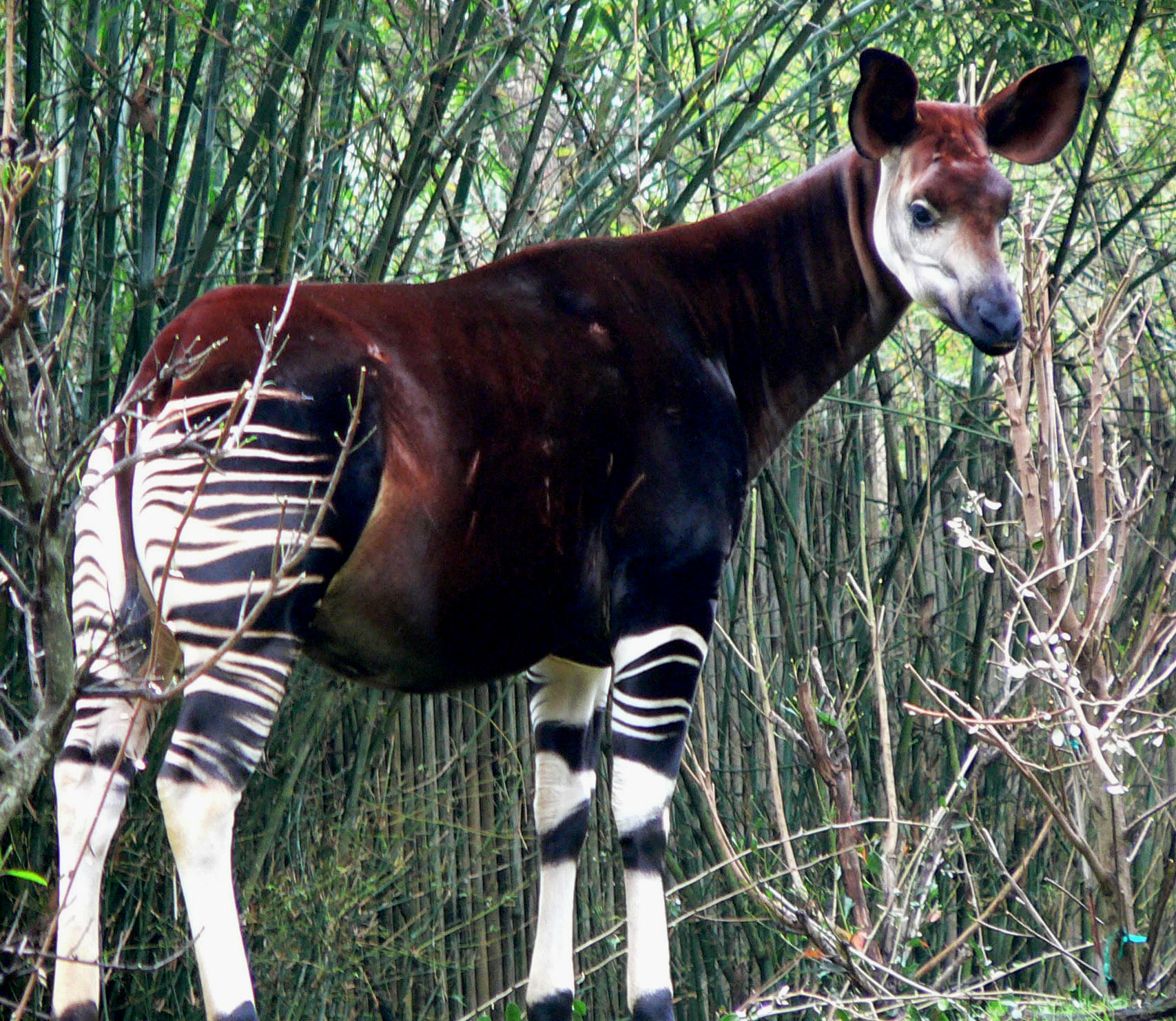
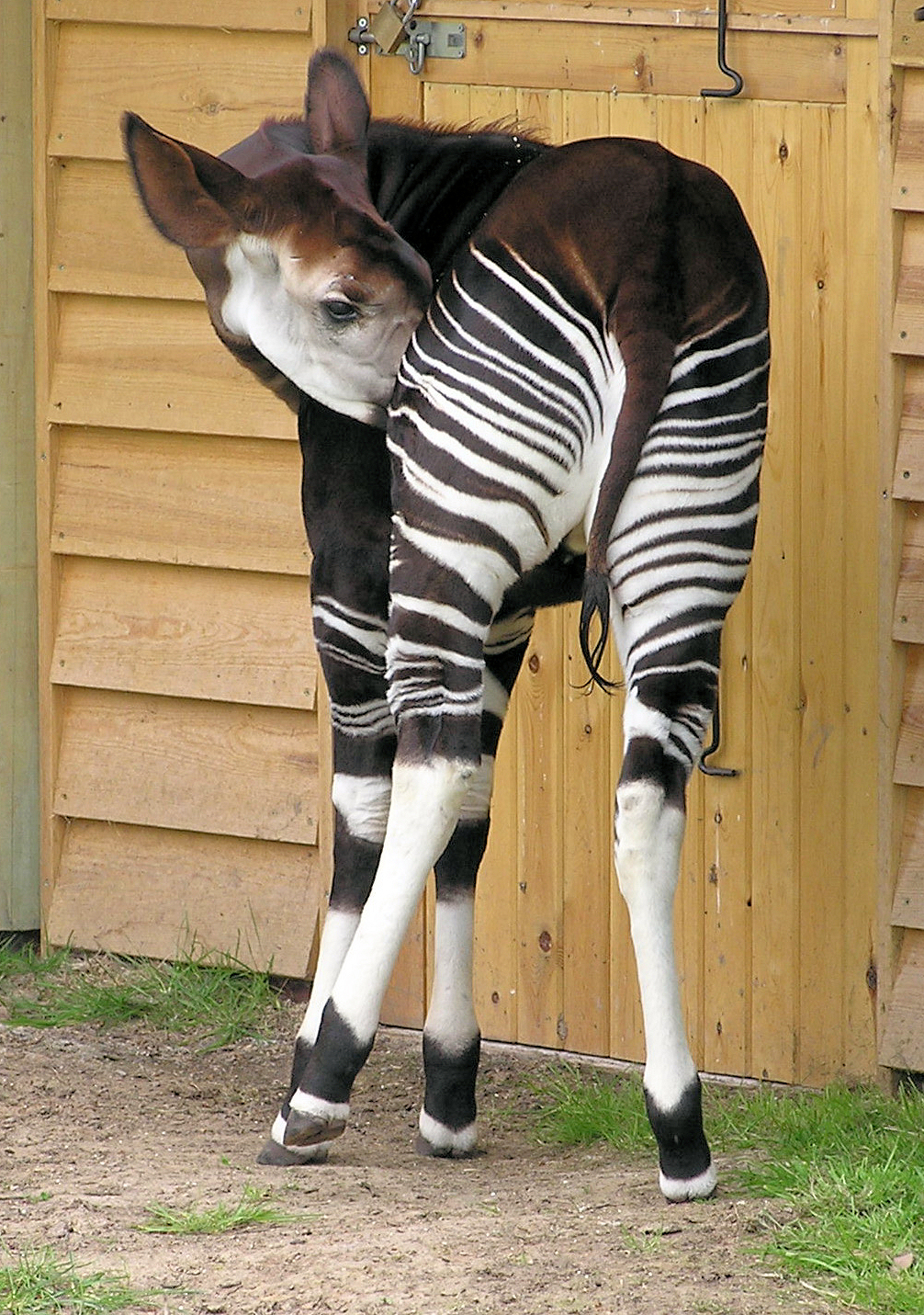
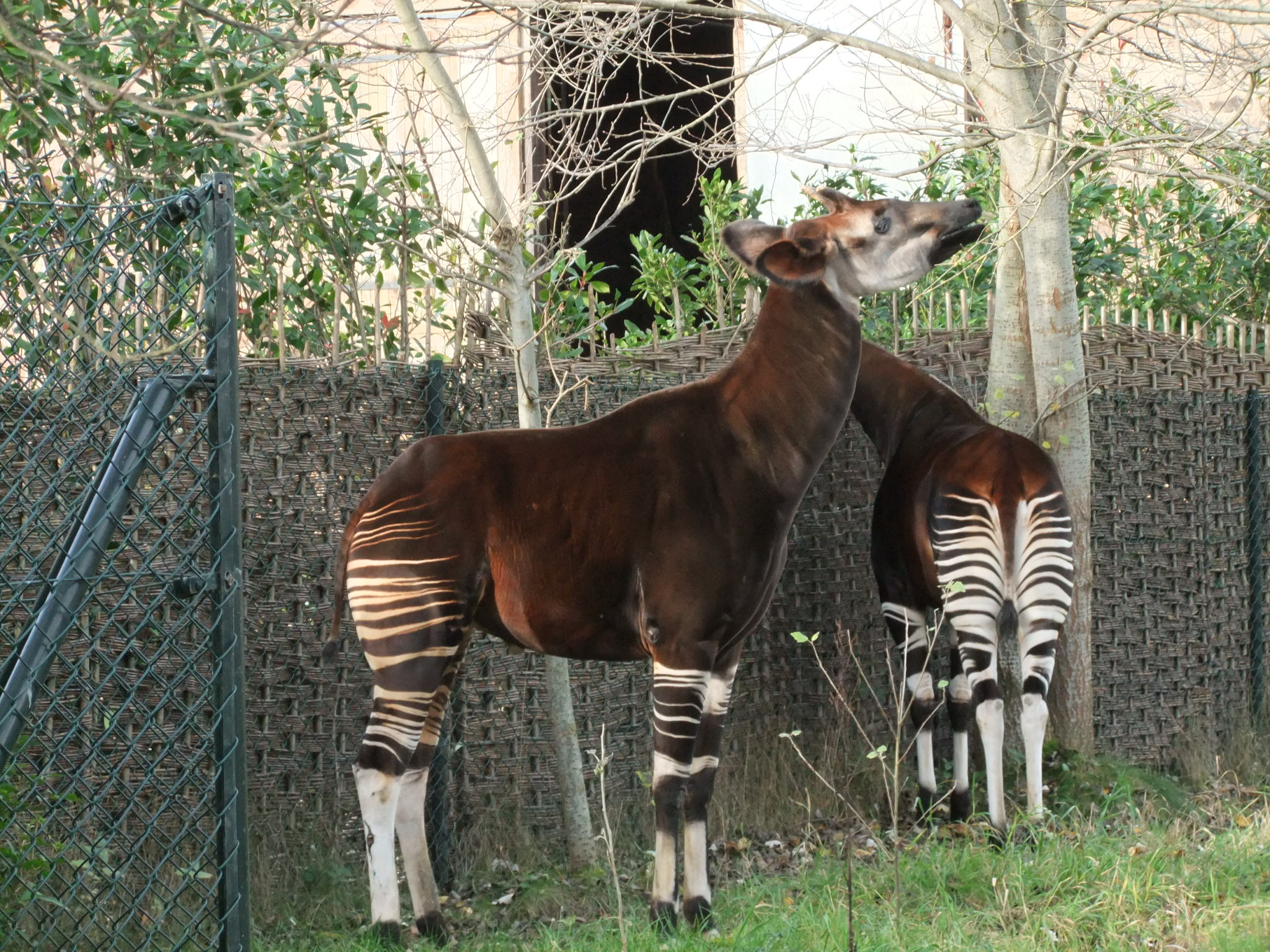
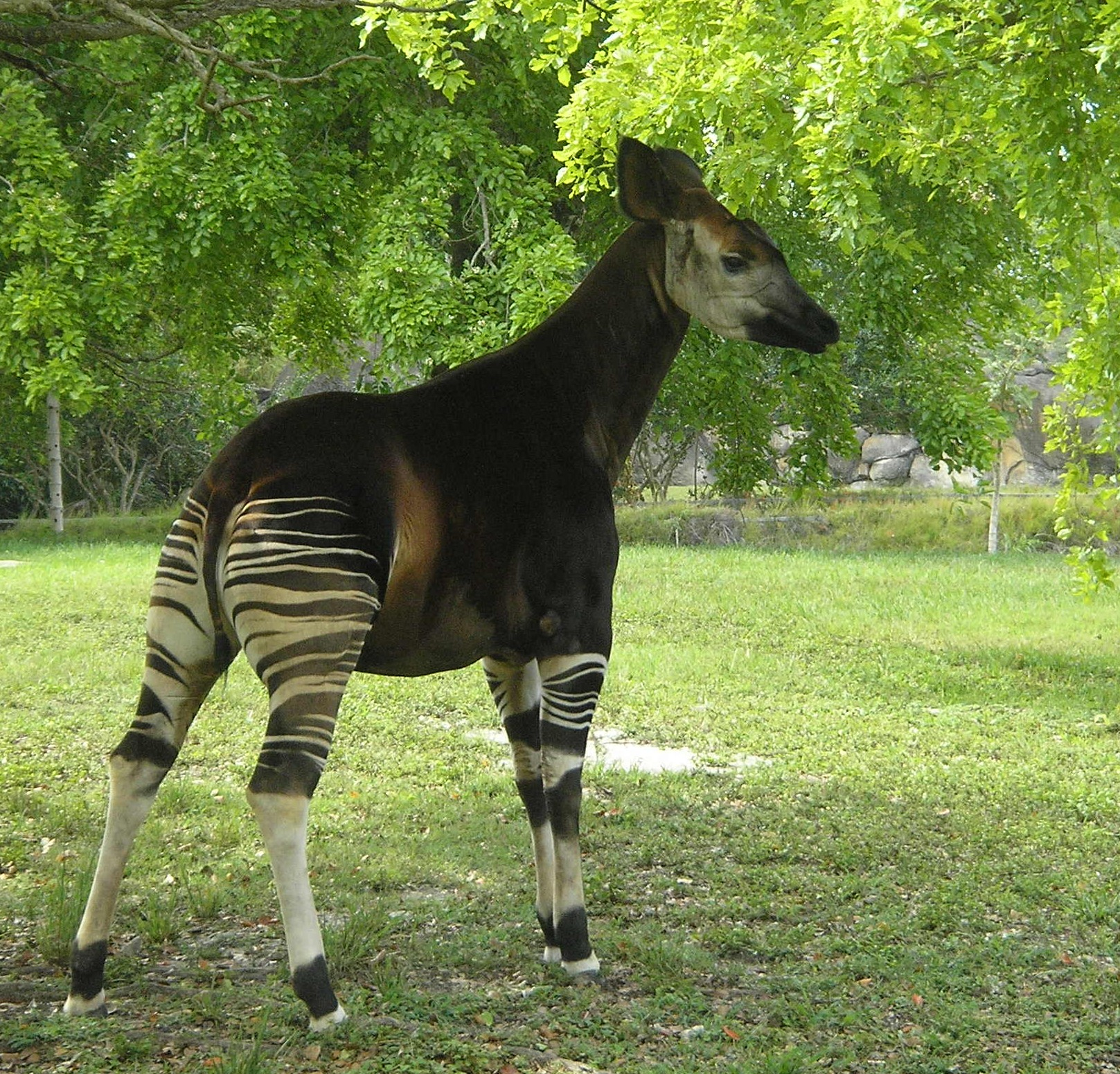